# 싱싱 (파푸아뉴기니)

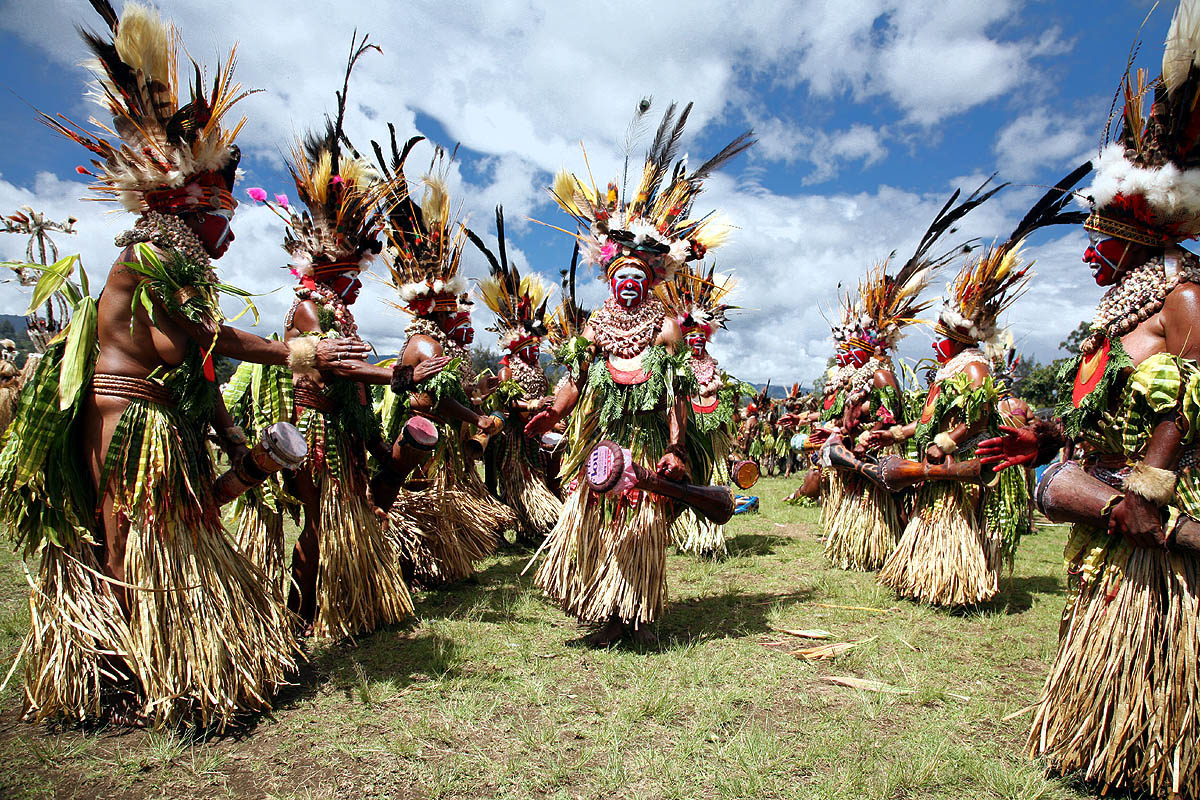
엥가주 와바그에서 진행되는 싱싱

싱싱(Sing-sing)은 파푸아뉴기니에서 여러 부족들 혹은 마을 사람들의 모임인데 사람들은 고유 문화, 무용, 음악을 선보이기 위해 참가한다. 싱싱의 목적은 파푸아뉴기니 내 다양한 종족들이 평화롭게 전통을 공유하는 데에 있다. 매년 치러지는 이 행사를 위해 참가자들은 치장을 한다.

## 같이 보기
- 마운트하겐